# Tactical Leadership Programme

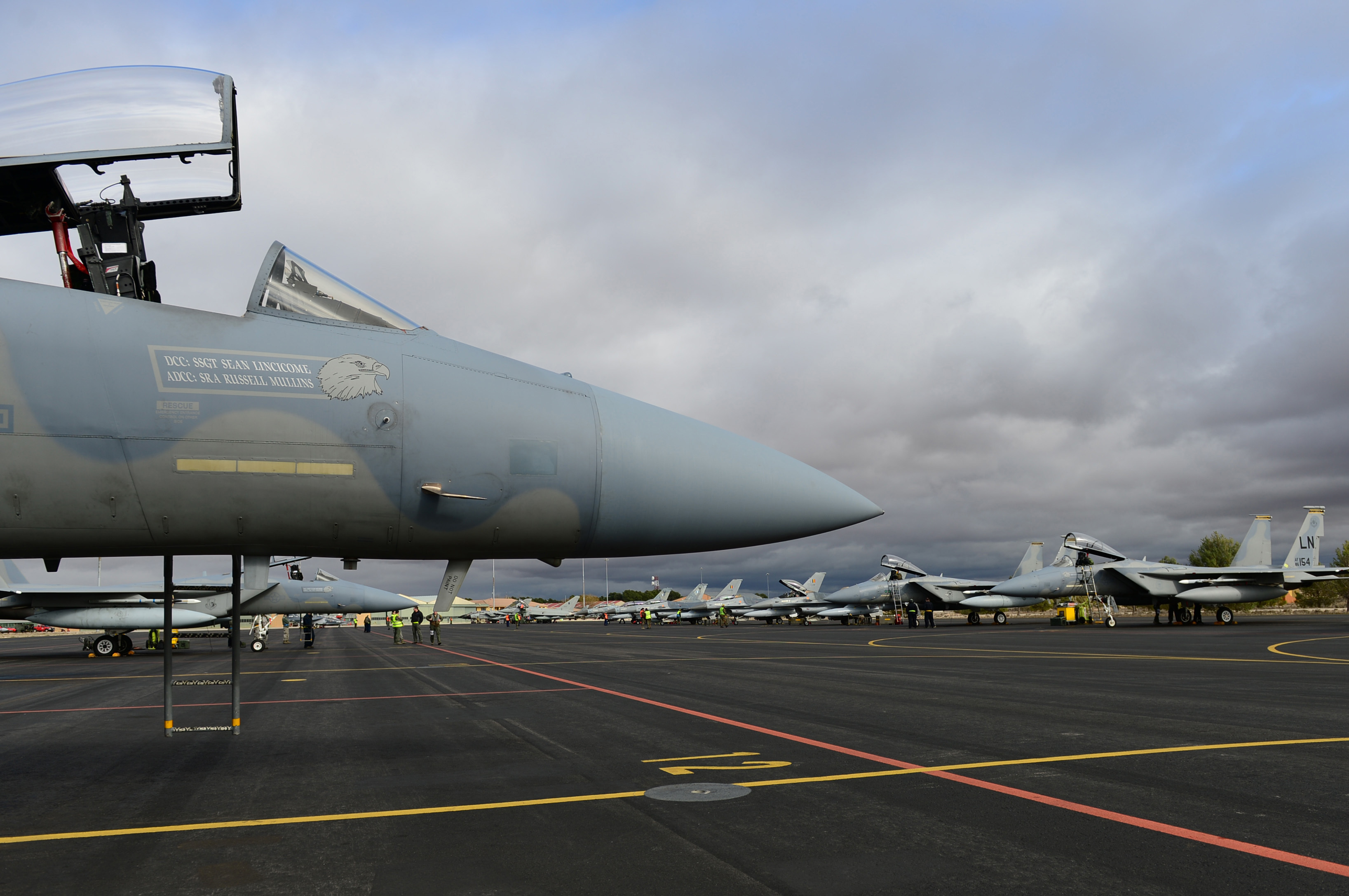
F-15C sulla linea volo del TLP (Albacete).

TLP, in lingua inglese e ufficialmente Tactical Leadership Programme, anche conosciuta come Scuola Piloti della NATO, è una organizzazione militare formata da 10 nazioni come membri permanenti (Belgio, Danimarca, Francia, Germania, Grecia, Italia, Paesi Bassi, Spagna, Regno Unito e Stati Uniti d'America) e dal resto delle nazioni della NATO  da paesi invitati fuori della NATO. 
Si tratta di un centro avanzato di formazione per piloti ed equipaggi che ha lo scopo di migliorare la capacità operativa e la efficienza delle forze aeree alleate. Oltre che a corsi di volo avanzato notturno e diurno, vengono impartite lezioni teoriche preparate da personale delle tre forze armate di paesi NATO e fuori dell'alleanza. Il tutto è finalizzato alla elaborazione di dottrine d'uso della capacità aerea armoniche tra i vari stati membri ed invitati. 
La sede attuale è situata nella città spagnola di Albacete, presso la Base Aérea de Los Llanos.